# Cementiri Somei
El cementiri Somei (染井霊園, Somei Reien) és un cementiri públic situat a la zona de Komagome, al barri de Toshima de Tòquio. És el més petit dels cementiris metropolitans de Tòquio. Va ser establert com a cementiri l'1 de setembre de 1874 sobre les antigues terres de la família Takebe. L'àrea abasta gairebé 7 ha, sent destinades a cementiris unes 3 ha, aproximadament. La gestió del cementiri va a càrrec de l'Associació de Parcs Metropolitans de Tòquio.
L'adreça és 5-5-1 Komagome, barri de Toshima, 170-0003, Tòquio. Es troba a prop de les estacions de Sugamo i Komagome.

## Descripció
És el més petit de tots els cementiris metropolitans, té una àrea de 67.911 metres quadrats, dels quals l'àrea de cementiri és de 35.339 metres quadrats. El terreny és majoritàriament pla, en el qual el cementiri, que compta amb una sèrie de camins arbrats, va combinant amb petites plantacions esporàdiques de cirerers, que es troben arreu del cementiri, i d'altres arbres antics que conformen el paisatge. Es troba en una àrea tranquil·la, allunyada del trànsit, coneguda pels seus cirerers per fer el hanami a la primavera.
A la zona oest hi ha els temples Honmyō-ji i Jigen-ji a causa de la gran tomba de la família Iwasaki que hi ha adjacent al cementiri.
Té una zona de cementiri d'estrangers.

## Història
Durant el període Edo, les terres que ocupa avui el cementiri havien estat propietat de la família Takebe del clan Hayashida. Sobre els cirerers del cementiri, hi ha una varietat de cirerers coneguts amb el nom de «someiyoshino». Sembla que a l'època Edo hi havia molts jardiners establerts en aquesta àrea, i es diu qua al final del període va vendre la seva varietat de cirerers amb el nom «yoshino» i finalment va rebre amb el què actualment es coneixen. Ja durant l'era Meiji, les terres van ser transferides a la prefectura de Tòquio, que va establir-les com a cementiri l'1 de setembre de 1874. El 1889 la propietat va ser traspassada a la ciutat de Tòquio i l'any 1935 va rebre el seu nom actual.

## Tombes
Al cementiri hi ha les tombes d'aquests personatges, entre d'altres:
- Takamura Kōun (1852-1934), escultor
- Loduska J. Wirick (1856-1914), missioner cristià
- Kuga Katsunan (1857-1907), periodista
- Okakura Tenshin (1862-1913), crític d'art i filòsof
- Iwamoto Yoshiharu (1863-1942), educador
- Wakamatsu Shizuko (1864-1896), escriptora i traductora
- Futabatei Shimei (1864-1909), escriptor, traductor i crític literari
- Fukuda Hideko (1865-1927), feminista socialista
- Yuki Somei (1875-1957), pintor d'estil japonès
- Takamura Kōtarō (1883-1956), escultor i poeta
- Takamura Chieko (1886-1938), artista
- Mizuhara Shūōshi (1892-1981), poeta